# Larochemillay
Larochemillay là một xã của tỉnh Nièvre, thuộc vùng Bourgogne-Franche-Comté, miền trung nước Pháp.

## Dân số
Theo điều tra dân số 1999 có dân số là 287. Vào ngày 1 tháng 1 năm 2004, dân số ước tính là 294 người.